# Perecesi bányavasút
A MÁV volt 437-es számú vasútvonala a Borsod-Abaúj-Zemplén megyei Miskolcon létezett. A diósgyőri vasgyárat kötötte össze Pereces bányásztelepüléssel.

## Története
A vonal létrehozásának közvetlen előzménye az volt, hogy a Bükk keleti részén több helyen is találtak szenet, melyet a diósgyőri vasgyárban kívántak felhasználni. 1868-ban létrehozták Pereces bányászkolóniát, a környékén voltak ugyanis a legnagyobb széntelepek. Ezzel egy időben határoztak két vasútvonal létesítéséről: a diósgyőri vasgyártól kiindulva az egyik Pereces, a másik Lyukóbánya felé tartott, s 1870-től már üzemeltek is. Mindkettő ellátott a teherszállítás mellett személyszállítási feladatot is. Bár a földmunkák minimalizálására próbáltak törekedni, a fokozatosan emelkedő terepszint miatt komoly földmunkák zajlottak. Éppen az emiatt keletkező költségek csökkentése miatt is lett a hálózat normál nyomtávú helyett 1000 mm-es.
Eleinte lóvontatású szerelvények jártak, majd megjelentek a gőzmozdonyok is. A bányászat fellendülésével szükségessé vált a Pereces-hegy túloldalán újabb aknák nyitása, ezért továbbvezették a vasutat. Azt azonban a terepviszonyok miatt csakis alagúttal lehetett megoldani, így létesült az ún. Gränzenstein-alagút, mely 2,3 km-es hosszával akkoriban a harmadik leghosszabb volt a világon. A szűk és nehezen szellőző alagútban azonban nehezen ment a forgalom lebonyolítása. 1919-ben egy ember meghalt, 60-an pedig füstmérgezést szenvedtek egy, az alagútban rekedt vonaton. Az alagút megnyitásával egyidejűleg Perecesen ötvágányos állomás létesült, Barossaknán pedig hatvágányos rendező pályaudvar. Az egyvágányos vasúton Pálinkásnál volt lehetőség vonatkeresztekre.
Az üzem a két világháború között is folyamatos volt, mindössze kisebb nehézségek hátráltatták az üzemeltetést. 1939-ben felújították az alagút szellőzőberendezéseit, 1944-ben pedig a gőzmozdonyok mellé dízelmozdonyokat is beszereztek, ezek azonban a második világháború miatt csak 1946-ban álltak forgalomba. Ezután kezdték el az alagút, mint a legproblémásabb műtárgy átépítését is, melynek során 1947-ben történt a vonal történetének legnagyobb szerencsétlensége: egy siklás miatt beomlott az alagút egy része, 11 ember halálát okozva. 1951-ben nekiláttak egy Perecest Lyukóbányával összekötő alagút építésének, mely nagyobb űrszelvénnyel, villamos vontatásra is alkalmasan létesült a Gränzenstein-alagút bejárata mellől. A műszaki-kivitelezési hiányosságok miatt azonban az üzemeltetése már a kezdetektől aggályos volt, 1960-ban lezárták a forgalom elől, és többé már nem is nyitották meg újra. 1952-től a vasgyár helyett a MÁV üzemeltette a vasútvonalat, 1967-ben megszüntették az önálló diósgyőri fűtőházat, és helyette a miskolci fűtőház üzemeltette azt tovább.
Miután a vasgyár átállt a széntüzelésről a földgázra, többé már nem volt szükség a szénre, sem a vasútra, így az a bányászat megszűnését követően, 1971-ben megszűnt. Noha személyszállítási célra megtarthatták volna, a felújítás hatalmas költségei miatt ettől eltekintettek, 1972-ben a pályát felszedték. A megmaradt vasúti járműveket és eszközöket a vasgyárba szállították, egy részük Borsodnádasdra került. A vasút nyomvonala túlnyomórészt ma is kivehető, megmaradt kocsmaként az egykori bulgárföldi őrház, Pünkösdhegyen az egykori Erenyő megálló rakodója, valamint a két alagút (igaz, ezek eltömedékelve). Az egykori perecesi vasútállomás is áll még az Állomás téren, lakóingatlanná alakítva.

## Felépítmény
A vonal 1000 mm-es nyomtávolsággal épült meg, részben salak, részben mészkő alépítményen.

## Forgalom
A vonalon 40 darab szénszállító, 8 db fás kocsi, és 16 személykocsi üzemelt (ez utóbbiakat 1957-ben lecserélték 5 db korszerűbb, nagyobb befogadóképességűre). A kezdetektől gőzvontatás volt a vasúton, csak az üzemeltetés vége felé jelentek meg a dízelmozdonyok is.

## Külső hivatkozások
- Diósgyőri bányavasút - a vasút története, különös tekintettel a Perecest a Baross-aknával összekötő Gränzenstein-alagútra
- Diósgyőr – a Lyukói alagút sorsa – Kisvasút.hu
- Jéger Gábor: The Pereces 1000mm gauge railway's environmental effect PDF(angolul)